# Abdul Rahman Al-Zeid
Abdul Rahman Al-Zeid ou عبد الرحمن الزيد, né le 11 janvier 1959, est un arbitre de football saoudien.

## Carrière
Il a officié dans quatre compétitions majeures : 
- Coupe du monde de football des moins de 20 ans 1995 (2 matchs)
- Coupe d'Asie des nations de football 1996 (2 matchs)
- CAN 1998 (2 matchs)
- Coupe du monde de football de 1998 (2 matchs)